# Torneo femenino de fútbol playa en los Juegos Mundiales de Playa de 2019
El fútbol playa fue una de las disciplinas en la que se disputó medallas en los Juegos Mundiales de Playa de 2019 realizados en Doha, Catar. Participaron 8 seleccionados nacionales femeninos de los 97 países (participantes) que integraron los Juegos. Empezó el 11 de octubre y terminó el 16 de octubre de 2019.

## Primera fase

### Grupo A
| Equipo     | PJ | PG | PG+ | PG++ | PP | GF | GC | Dif. | Pts. |
| ---------- | -- | -- | --- | ---- | -- | -- | -- | ---- | ---- |
| España     | 3  | 3  | 0   | 0    | 0  | 25 | 6  | +19  | 9    |
| Brasil     | 3  | 1  | 0   | 1    | 1  | 14 | 12 | +2   | 4    |
| México     | 3  | 0  | 1   | 0    | 2  | 12 | 19 | −7   | 2    |
| Cabo Verde | 3  | 0  | 0   | 0    | 3  | 10 | 24 | −14  | 0    |

| Fecha                 | Lugar |            |                       | Resultado      |                       |            |
| --------------------- | ----- | ---------- | --------------------- | -------------- | --------------------- | ---------- |
| 11 de octubre de 2019 | Doha  | México     | Bandera de México     | 1:9            | Bandera de España     | España     |
| 11 de octubre de 2019 | Doha  | Brasil     | Bandera de Brasil     | 7:2            | Bandera de Cabo Verde | Cabo Verde |
| 13 de octubre de 2019 | Doha  | España     | Bandera de España     | 10:2           | Bandera de Cabo Verde | Cabo Verde |
| 13 de octubre de 2019 | Doha  | Brasil     | Bandera de Brasil     | 4:4 (4:3 pen.) | Bandera de México     | México     |
| 14 de octubre de 2019 | Doha  | España     | Bandera de España     | 6:3            | Bandera de Brasil     | Brasil     |
| 14 de octubre de 2019 | Doha  | Cabo Verde | Bandera de Cabo Verde | 6:7 (pró.)     | Bandera de México     | México     |

### Grupo B
| Equipo         | PJ | PG | PG+ | PG++ | PP | GF | GC | Dif. | Pts. |
| -------------- | -- | -- | --- | ---- | -- | -- | -- | ---- | ---- |
| Reino Unido    | 3  | 3  | 0   | 0    | 0  | 14 | 7  | +7   | 9    |
| Rusia          | 3  | 2  | 0   | 0    | 1  | 9  | 8  | +1   | 6    |
| Estados Unidos | 3  | 1  | 0   | 0    | 2  | 6  | 10 | −4   | 3    |
| Paraguay       | 3  | 0  | 0   | 0    | 3  | 9  | 13 | −4   | 0    |

| Fecha                 | Lugar |                           |                           | Resultado |                           |                           |
| --------------------- | ----- | ------------------------- | ------------------------- | --------- | ------------------------- | ------------------------- |
| 11 de octubre de 2019 | Doha  | Rusia                     | Bandera de Rusia          | 3:1       | Bandera de Estados Unidos | Estados Unidos de América |
| 11 de octubre de 2019 | Doha  | Paraguay                  | Bandera de Paraguay       | 4:5       | Bandera del Reino Unido   | Reino Unido               |
| 13 de octubre de 2019 | Doha  | Reino Unido               | Bandera del Reino Unido   | 5:2       | Bandera de Estados Unidos | Estados Unidos de América |
| 13 de octubre de 2019 | Doha  | Rusia                     | Bandera de Rusia          | 5:3       | Bandera de Paraguay       | Paraguay                  |
| 14 de octubre de 2019 | Doha  | Reino Unido               | Bandera del Reino Unido   | 4:1       | Bandera de Rusia          | Rusia                     |
| 14 de octubre de 2019 | Doha  | Estados Unidos de América | Bandera de Estados Unidos | 3:2       | Bandera de Paraguay       | Paraguay                  |

## Fase final

### Semifinales
| Fecha                 | Lugar |             |                         | Resultado |                   |        |
| --------------------- | ----- | ----------- | ----------------------- | --------- | ----------------- | ------ |
| 15 de octubre de 2019 | Doha  | Reino Unido | Bandera del Reino Unido | 6:5       | Bandera de Brasil | Brasil |
| 15 de octubre de 2019 | Doha  | España      | Bandera de España       | 3:2       | Bandera de Rusia  | Rusia  |

### Disputa del bronce
| Fecha                 | Lugar |        |                   | Resultado |                  |       |
| --------------------- | ----- | ------ | ----------------- | --------- | ---------------- | ----- |
| 16 de octubre de 2019 | Doha  | Brasil | Bandera de Brasil | 4:3       | Bandera de Rusia | Rusia |

### Disputa del oro
| Fecha                 | Lugar |             |                         | Resultado |                   |        |
| --------------------- | ----- | ----------- | ----------------------- | --------- | ----------------- | ------ |
| 16 de octubre de 2019 | Doha  | Reino Unido | Bandera del Reino Unido | 2:3       | Bandera de España | España |

### Campeón
| Fútbol playa en los Juegos Mundiales de Playa de 2019 2019 |
| ---------------------------------------------------------- |
| Bandera de España                                          |
| España 1º Título                                           |

## Goleadoras[2]
| Jugador           | Selección   | Goles |
| ----------------- | ----------- | ----- |
| Carmen Fresneda   | España      | 7     |
| Sarah Kempson     | Reino Unido | 6     |
| Alba Mellado      | España      | 6     |
| Nayara Couto      | Brasil      | 5     |
| Natalie Barboza   | Brasil      | 5     |
| Carolina Gonzalez | España      | 5     |

## Clasificación final
| Pos.              | Equipo         | Resultado                      |
| ----------------- | -------------- | ------------------------------ |
| Medalla de oro    | España         | Oro                            |
| Medalla de plata  | Reino Unido    | Plata                          |
| Medalla de bronce | Brasil         | Bronce                         |
| 4                 | Rusia          | Cuarto lugar                   |
| 5                 | Estados Unidos | Eliminado en la fase de grupos |
| 6                 | México         | Eliminado en la fase de grupos |
| 7                 | Paraguay       | Eliminado en la fase de grupos |
| 8                 | Cabo Verde     | Eliminado en la fase de grupos |